# 岡本站 (香川縣)
岡本站（日语：／ Okamoto eki */?）是位於日本香川縣高松市、屬於高松琴平電氣鐵道（琴電）琴平線的鐵路車站，車站編號為K10，本站是琴平線於高松市內最後一個車站，自此再下行起便離開了高松市。

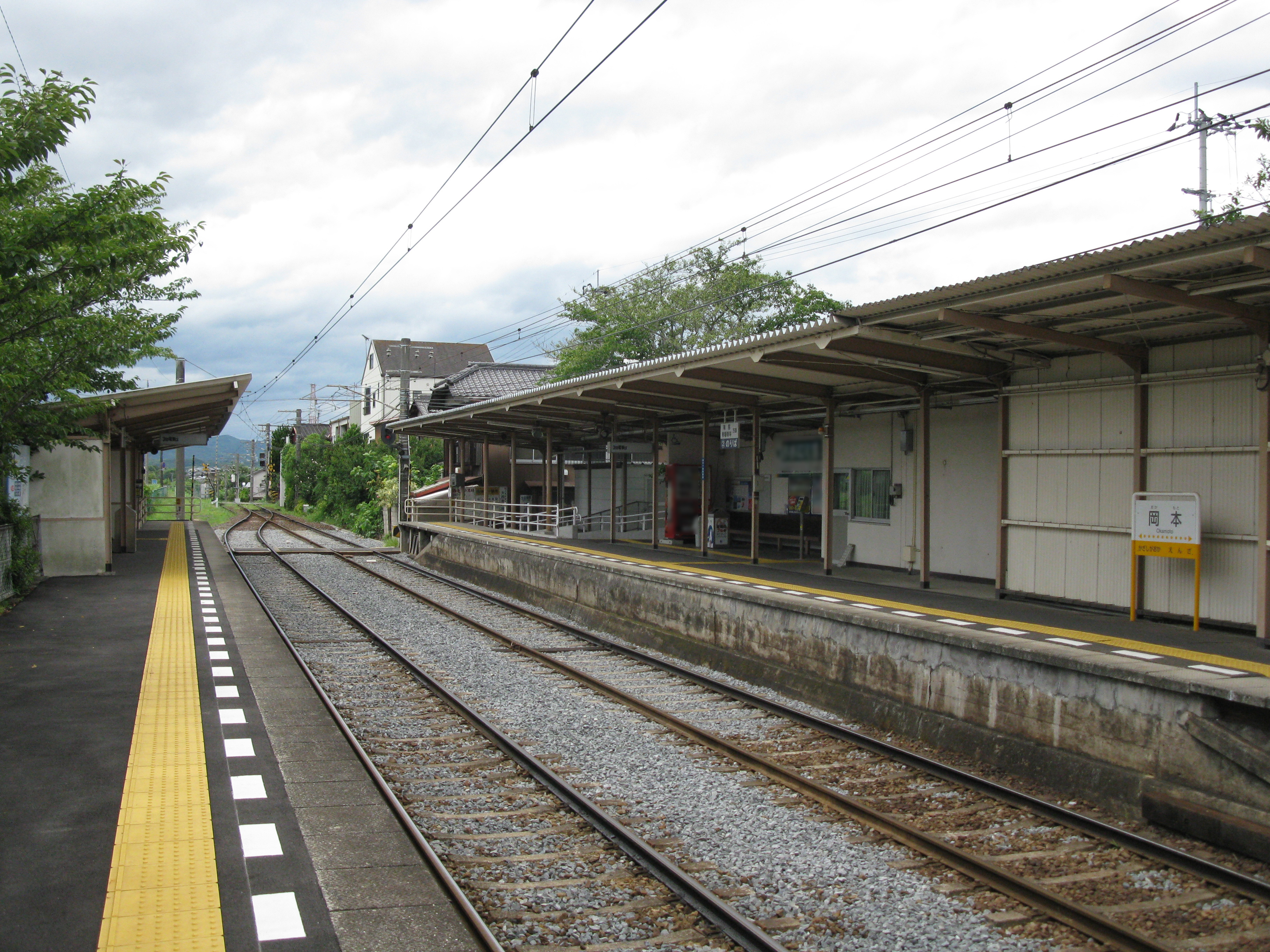
月台（2010年8月）

## 車站結構

### 站房
本站為單層木製站房，前端為半開放式候車室，並設有1部簡易式自動售票機及公眾電話，經過通道後，再通過已停用的驗票窗口及開放式閘口進入2號月台；前往1號月台者，則可利用橫越路軌的平交道前往。男、女共用式的獨立洗手間建於站房外。

### 月台
設有2座側式月台，長約80米，可容納4輛長度的列車停靠。列車與陶站一樣、採用右側進站，是琴電內較少採用的進站方式。月台靠下行一端均設置了上蓋，其中1號月台約為30米、2號月台更接近70米。
| 月台 | 路線     | 方向 | 目的地             | 備註 |
| ---- | -------- | ---- | ------------------ | ---- |
| 1    | ■ 琴平線 | 下行 | 瀧宮、琴電琴平方向 |      |
| 2    | ■ 琴平線 | 上行 | 高松築港方向       |      |

## 歷史
- 1926年12月21日：開業[1]。

## 使用狀況
| 1日上落人數推斷 | 1日上落人數推斷 |
| 年度            | 1日平均人數     |
| --------------- | --------------- |
| 2011            | 782             |
| 2012            | 826             |
| 2013            | 829             |
| 2014            | 869             |
| 2015            | 855             |
| 2016            | 860             |
| 2017            | 873             |
| 2018            | 851             |
| 2019            | 841             |
| 2020            | 677             |
| 2021            | 677             |
| 2022            | 637             |

## 相鄰車站
高松琴平電氣鐵道（琴電）
■琴平線
圓座 (K09) - 岡本 (K10) - 插頭丘 (K11)

## 外部連結
- 高松琴平電鐵岡本站資訊 （页面存档备份，存于）（日語）